# Chicoutimi
Chicoutimi je čtvrť města Saguenay v kanadské provincii Québec. Nachází se na soutoku řek Saguenay a Saguenay v jižní části provincie ve vzdálenosti 200 km severně od Québecu a 400 km severovýchodně od Montrealu. Tvoří prostřední část města Saguenay, když na západě hraničí s Jonquière a na východě s La Baie. Jejími součástmi jsou i dříve samostatná sídla Laterrière a Tremblay.

## Historie
Město bylo založeno v roce 1842 evropskými Kanaďany a jeho jméno znamená v domorodém jazyce Innu "konec hluboké vody". V roce 2002 se spojilo s okolními městy Jonquière a La Baie a dalo vzniknout novému městu Saguenay.

## Významné osobnosti
Ve městě se narodil brankář NHL Georges Vézina.